# Nis (muur)
Een nis is een uitsparing in de dikte van een muur.
Door het aanbrengen van een nis komt het muurvlak over een bepaalde hoogte en breedte dieper te liggen dan de rest van de muur. Vaak is een nis rechthoekig, soms wordt een nis aan de bovenkant afgesloten met een boog, zoals bij de rondboogfriezen van een liseenversiering. Nissen hebben vaak een speciale functie zoals een apsis of koornis die een altaar herbergt, een graf (nisgraf) of haard (stooknis).
In een moskee geeft de mihrab of gebedsnis de gebedsrichting aan voor de gelovigen.

## Zie ook

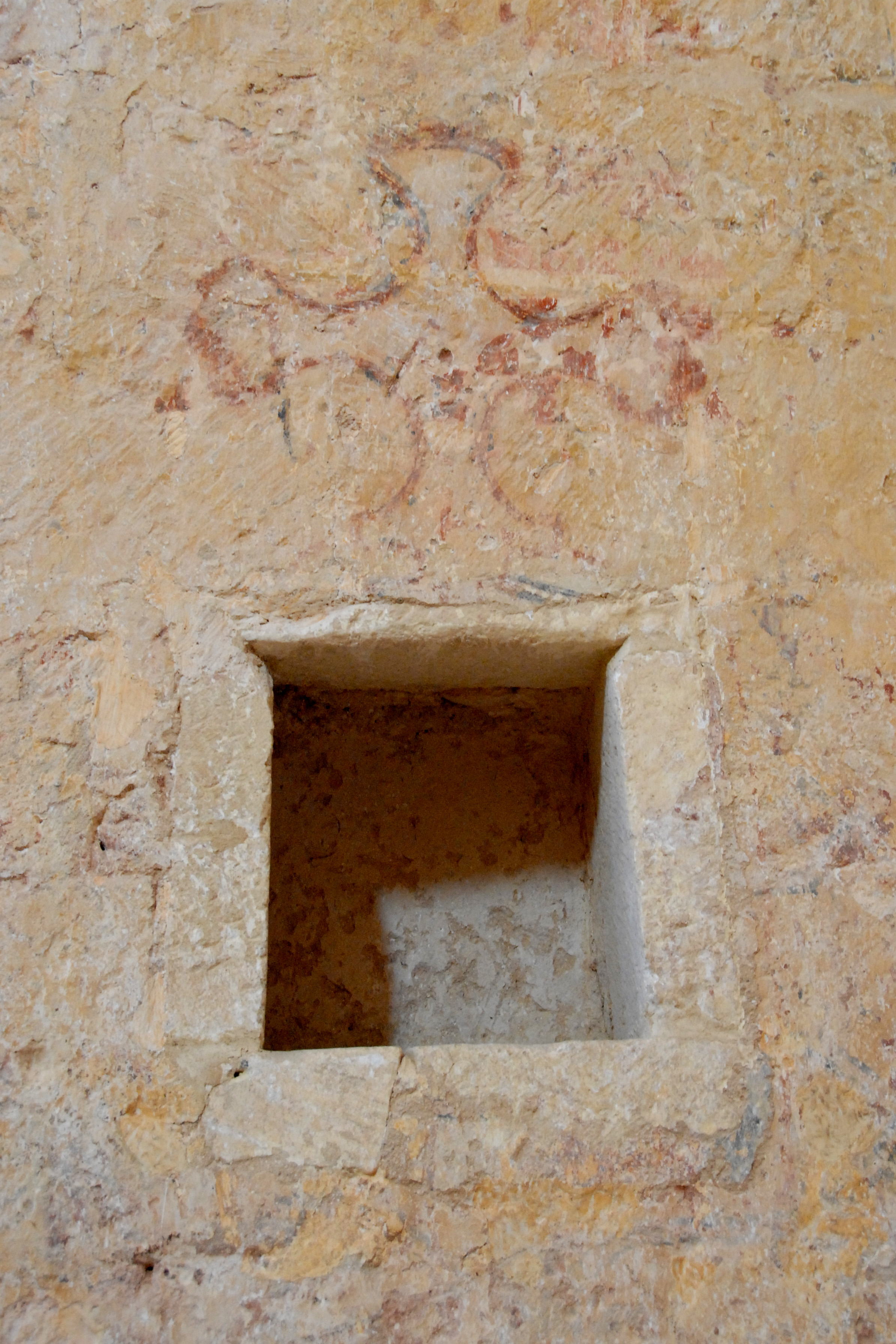
Kleine nis, St.-Avit-Sénieur (Fr.)
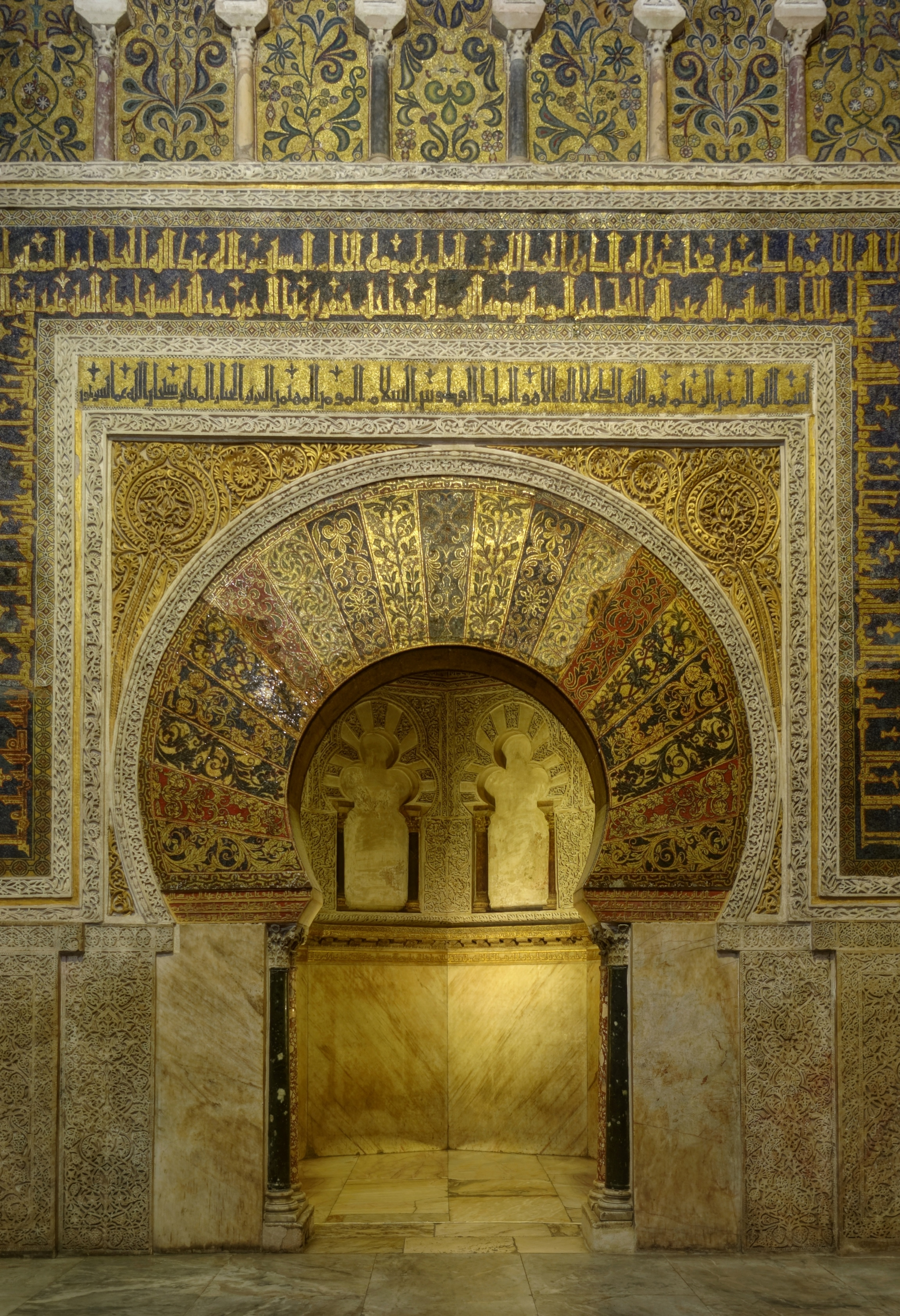
Gebedsnis in de Mezquita van Córdoba
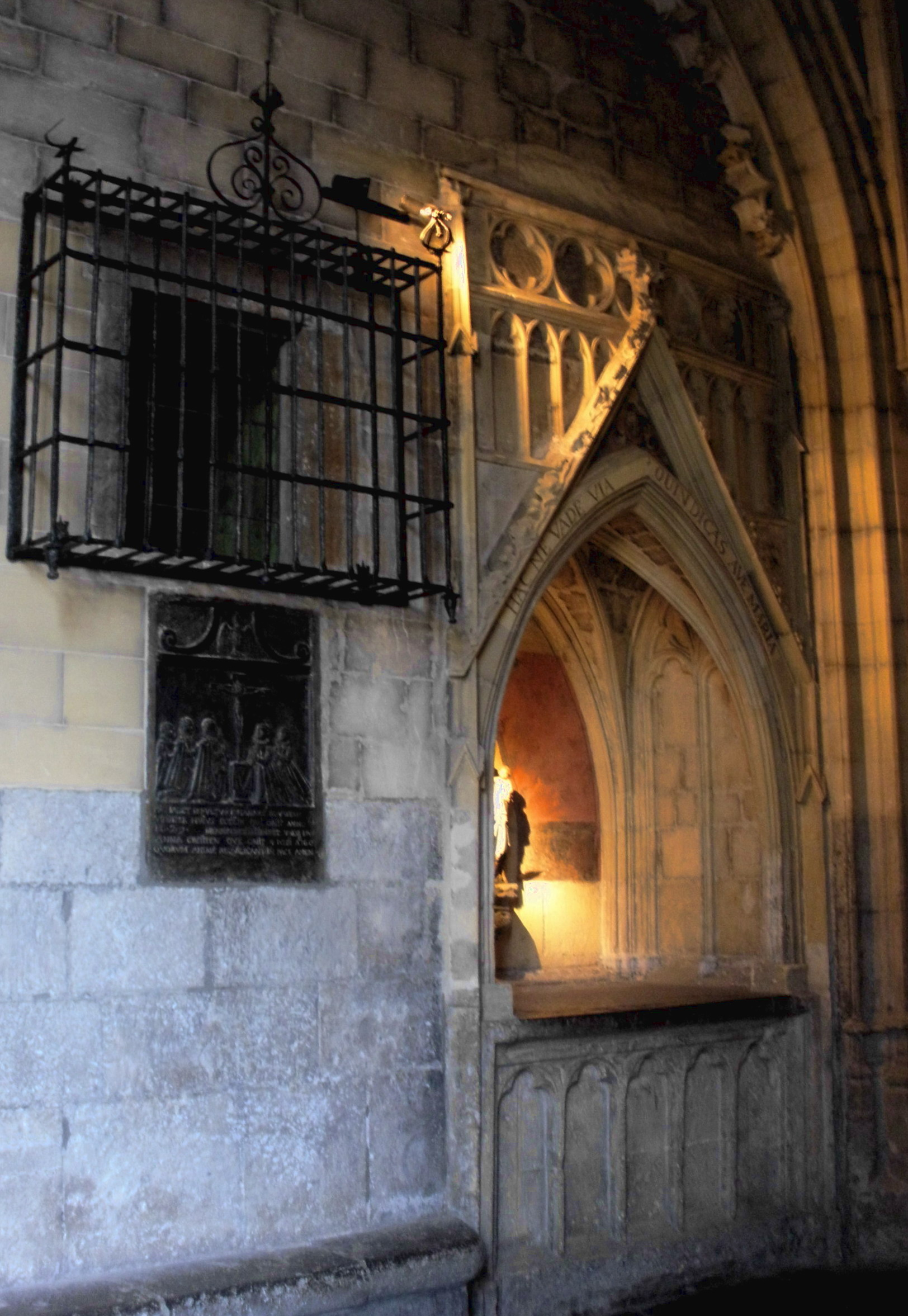
Sint-Servaasbasiliek, Maastricht